# معايير الجودة البيئية للمياه العذبة
معايير الجودة البيئية للمياه العذبة، وهي الخصائص الطبيعية والكيميائية والحيوية والميكروبيولوجية الطبيعية وبشرية الصنع للأنهار والبحيرات والمياه الجوفية، وطرق قياسها والطرق التي تتغير بها. يمكن استخدام القيم أو التراكيز المنسوبة إلى هذه المعايير لوصف حالة تلوث البيئة أو حالتها الحيوية أو للتنبؤ باحتمالية وجود كائنات معينة أو عدم وجودها. يُعد رصد معايير الجودة البيئية نشاطًا رئيسيًا في إدارة البيئة، واستعادة البيئات الملوثة، وتوقع آثار التغييرات بشرية الصنع على البيئة.
معايير الجودة البيئية للمياه العذبة، وهي المعايير الكيميائية أو الفيزيائية أو الحيوية التي يمكن استخدامها لتوصيف مسطح مائي عذب. تُعد معايير الجودة المناسبة عادةً بمثابة مجموعة من التراكيز المتوقعة نظرًا إلى أن بنية جميع المسطحات المائية تقريبًا هي بنية حركية.

## تحديد الخصائص
يُعد تحديد التراكيز المناسبة للمعايير المهمة الخطوة الأولى في فهم كيمياء المياه العذبة. يجري ذلك بشكل تقليدي عن طريق أخذ عينات غير متحيزة من الماء لتحليلها لاحقًا في المختبر. ومع ذلك، تجري المراقبة في الموقع أيضًا باستخدام معدات تحليلية محمولة أو باستخدام محطات مراقبة مبنية على ضفاف المجاري المائية.

### الاعتيان
يصعب الاعتيان من المياه العذبة، لأنها نادرًا ما تكون متجانسة وتختلف جودتها خلال النهار وعلى مدار العام. بالإضافة إلى ذلك، غالبًا ما تكون مواقع الاعتيان الأكثر تمثيلًا على مسافة من الشاطئ أو الضفة ما يزيد من التعقيد اللوجستي.

#### الأنهار
يُعد ملء زجاجة نظيفة بمياه النهر مهمة بسيطة للغاية، ولكن تمثل هذه العينة الواحدة فقط النقطة المكانية واللحظة الزمانية التي جرى الاعتيان عندها على طول النهر. يتطلب فهم كيمياء نهر بأكمله، أو حتى رافد مهم، تحقيقًا مسبقًا لفهم مدى تجانس التدفق أو اختلاطه، وتحديد ما إذا كانت الجودة تتغير خلال اليوم وعلى مدار السنة. تشهد جميع الأنهار الطبيعية تقريبًا أنماطًا مهمة جدًا من التغيير خلال النهار وعلى مدار الفصول، ويوفر الاستشعار عن بعد للمياه هنا أداة مستمرة مكانيًا لتحسين فهم جودة مياه النهر المكانية والزمانية. تمتلك العديد من الأنهار أيضًا تدفقات كبيرة جدًا غير مرئية، تتدفق من خلال طبقات الحصى والرمل السُفلية وتُسمى التدفقات السفلية. يعتمد مقدار الخلط بين منطقة التدفقات السفلية والمياه الموجود في قناة مفتوحة على مجموعة متنوعة من العوامل، بعضها يتعلق بالتدفقات التي انبثقت من طبقات المياه الجوفية، والتي ربما خزنت تلك المياه سنوات عديدة.

### المياه الجوفية
يُعد الوصول إلى المياه الجوفية بطبيعتها عملية صعبة من أجل إجراء الاعتيان، ونتيجة لذلك، تأتي غالبية بيانات المياه الجوفية من عينات مأخوذة من الينابيع والآبار والآبار السبرية المُخصصة لإمدادات المياه والكهوف الطبيعية. حُفر عدد متزايد من الآبار السبرية المخُصصة للمراقبة في طبقات المياه الجوفية، مع تزايد الحاجة لفهم حركيات المياه الجوفية في العقود الأخيرة.

### البحيرات
يمكن أن تكون البحيرات والبرك كبيرة جدًا وتدعم نظامًا بيئيًا معقدًا تختلف فيه المعايير البيئية بشكل كبير في جميع الأبعاد المادية الثلاثة بالإضافة للزمن. تُقسم البحيرات الكبيرة في المنطقة المعتدلة عادةً في الأشهر الأكثر دفئًا إلى طبقات عليا أكثر دفئًا غنية بالأكسجين وطبقة سفلية أكثر برودة مع مستويات منخفضة من الأكسجين. تؤدي درجات الحرارة المتناقصة والرياح العرضية الشديدة في الخريف إلى خلط الطبقتين إلى طبقة واحدة أكثر تجانساً. لا يؤثر التقسيم الطبقي عند حدوثه على مستويات الأكسجين فقط بل أيضًا على العديد من المعايير ذات الصلة مثل الحديد والفوسفات والمنغنيز، التي تتغير جميعها في تركيبها الكيميائي عن طريق التغيير في إمكانية حدوث تفاعلات الأكسدة والاختزال في البيئة.
تستقبل البحيرات أيضًا المياه من مصادر مختلفة عديدة ذات خصائص مختلفة. تستقر المواد الصلبة القادمة مع التيار بالقرب من مصب النهر عادةً، وقد تطفو المياه الواردة على سطح البحيرة، أو تغرق تحت السطح أو تمتزج بسرعة مع مياه البحيرة اعتمادًا على مجموعة متنوعة من العوامل. يمكن أن تحرف كل هذه الظواهر من نتائج أي مراقبة بيئية إلا إذا كانت العملية مفهومة بشكل جيد.